# Повірка
Повірка засобів вимірювальної техніки — сукупність операцій, що включає перевірку, маркування та/або видачу документа про повірку засобу вимірювальної техніки, які встановлюють і підтверджують, що зазначений засіб відповідає встановленим вимогам.
Відповідно до статті 8 Закону України «Про метрологію та метрологічну діяльність» у сфері законодавчо регульованої метрології застосовуються засоби вимірювальної техніки, які відповідають вимогам щодо точності, регламентованим для таких засобів, у встановлених умовах їх експлуатації". Процедура повірки є за своєю суттю контролем відповідності засобу вимірювальної техніки встановленим вимогам, в тому числі вимогам щодо точності, і, фактично, підтверджує придатність засобів вимірювальної техніки до застосування в сфері законодавчо регульованої метрології.

## Види повірки
Розрізняють: інспекційну, експертну, позачергову та періодичну повірку.

Інспекційна повірка засобів вимірювальної техніки — повірка засобів вимірювальної техніки, яка проводиться під час здійснення метрологічного нагляду.
Експертна повірка засобів вимірювальної техніки — повірка, яка проводиться у разі виникнення спірних питань щодо метрологічних характеристик, придатності до застосування і правильності експлуатації засобів вимірювальної техніки.
Позачергова повірка засобів вимірювальної техніки — повірка засобів вимірювальної техніки, що проводиться у таких випадках:
- за потреби заявника пересвідчитися у придатності засобів вимірювальної техніки до застосування;
- у разі пошкодження відбитка повірочного тавра, а якщо таке тавро не передбачено — у разі втрати свідоцтва про повірку;

- під час введення в експлуатацію засобів вимірювальної техніки, що пройшли первинну повірку, у випадках, передбачених технічними регламентами.

Періодична повірка засобів вимірювальної техніки — повірка, що проводиться протягом періоду експлуатації засобів вимірювальної техніки через встановлений проміжок часу (міжповірочний інтервал).

## Повірка засобів вимірювальної техніки в експлуатації
Законодавчо регульовані засоби вимірювальної техніки, що перебувають в експлуатації, підлягають періодичній повірці та повірці після ремонту.
Не підлягають періодичній повірці та повірці після ремонту законодавчо регульовані засоби вимірювальної техніки, що застосовуються:
- органами з оцінки відповідності (у тому числі випробувальними та калібрувальними лабораторіями), акредитованими національним органом України з акредитації чи національними органами з акредитації інших держав, для провадження діяльності, стосовно якої їх було акредитовано;
- науковими метрологічними центрами, метрологічними центрами та калібрувальними лабораторіями, які проводять калібрування засобів вимірювальної техніки відповідно до частини другої статті 27 Закону України «Про метрологію та метрологічну діяльність», стосовно засобів вимірювальної техніки, що використовуються ними при калібруванні.

Стосовно законодавчо регульованих засобів вимірювальної техніки, що перебувають в експлуатації, може також проводитися позачергова, експертна та інспекційна повірка.
Перелік категорій законодавчо регульованих засобів вимірювальної техніки, що підлягають періодичній повірці, встановлений Постановою Кабінету Міністрів України від 4 червня 2015 року № 374. Міжповірочні інтервали законодавчо регульованих засобів вимірювальної техніки за категоріями встановлюються центральним органом виконавчої влади, що забезпечує формування державної політики у сфері метрології та метрологічної діяльності. Порядок встановлення міжповірочних інтервалів визначається Кабінетом Міністрів України. Суб'єкти господарювання зобов'язані своєчасно з дотриманням встановлених міжповірочних інтервалів подавати законодавчо регульовані засоби вимірювальної техніки, що перебувають в експлуатації, на періодичну повірку.
Повірка законодавчо регульованих засобів вимірювальної техніки, що перебувають в експлуатації, проводиться:
- науковими метрологічними центрами, які мають міжнародно визнані калібрувальні та вимірювальні можливості за відповідними видами та підвидами вимірювань, та/або із застосуванням національних еталонів;
- науковими метрологічними центрами, метрологічними центрами та повірочними лабораторіями, уповноваженими на проведення повірки відповідних засобів.

Порядок проведення повірки законодавчо регульованих засобів вимірювальної техніки, що перебувають в експлуатації, та оформлення її результатів, а також норми часу, необхідного для проведення повірки таких засобів, встановлюються нормативно-правовими актами центрального органу виконавчої влади, що забезпечує формування державної політики у сфері метрології та метрологічної діяльності.
Повірка засобів вимірювальної техніки, які не застосовуються у сфері законодавчо регульованої метрології та перебувають в експлуатації, проводиться на добровільних засадах.
Періодична повірка, обслуговування та ремонт (у тому числі демонтаж, транспортування та монтаж) засобів вимірювальної техніки (результати вимірювань яких використовуються для здійснення розрахунків за спожиті для побутових потреб електричну і теплову енергію, газ і воду), що є власністю фізичних осіб, здійснюються за рахунок суб'єктів господарювання, що надають послуги з електро-, тепло-, газо- і водопостачання. Відповідальність за своєчасність проведення періодичної повірки, обслуговування та ремонту (у тому числі демонтаж, транспортування та монтаж) засобів вимірювальної техніки (результати вимірювань яких використовуються для здійснення розрахунків за спожиті електричну і теплову енергію, газ і воду), що є власністю фізичних осіб, покладається на суб'єктів господарювання, що надають послуги з електро-, тепло-, газо- і водопостачання. Періодична повірка проводиться за рахунок тарифів на електро-, тепло-, газо- і водопостачання. Порядок подання таких засобів на періодичну повірку, обслуговування та ремонт, а також порядок оплати за періодичну повірку, обслуговування та ремонт (у тому числі демонтаж, транспортування та монтаж) встановлюються Кабінетом Міністрів України (див. Постанову КМУ від 8 липня 2015 р. № 474).
Результати повірки засобів вимірювань, визнаних придатними до застосування, оформляються видачею свідоцтва про метрологічну атестацію, свідоцтва про повірку, нанесенням повірочного тавра чи іншими способами, встановленими нормативними документами на методи і засоби перевірки. 
Якщо засіб вимірювань визнано непридатним до застосування, то видається довідка про непридатність, а засіб вимірювання вилучається з ужитку і підлягає ремонту чи списанню. Після ремонту засіб вимірювань підлягає повторній повірці.